# Florence Chadwick
Florence Chadwick, née le 9 novembre 1918  à San Diego (États-Unis) et morte le 15 mars 1995, est une nageuse de compétition américaine, la première femme à avoir traversé la Manche à la nage dans les deux sens. 

## Biographie
Florence Chadwick participa à sa première compétition à l'âge de 10 ans. Le 8 août 1950, elle traversa la Manche  (dans le sens France - Angleterre) en 13 heures 20 minutes supplantant le record de sa compatriote Gertrude Ederle de plus d'une heure mais 24 ans plus tard ! L'année suivante, elle retraverse la Manche mais cette fois-ci dans le sens Angleterre-France en 16 heures 22 minutes. Elle fut ainsi la première femme à faire la traversée dans les deux sens.